# 대중교통
대중교통(大衆交通, 영어: public transport, public transportation, public transit, mass transit)은 기차, 자동차, 배, 비행기 등을 이용해 여러 사람이 한꺼번에 이동하는 교통수단이며 일반적으로 버스, 철도, 항공편, 연락선 등의 정해진 일정과 노선에 따른 연결편이 마련되어 있을 때 그 이동 수단을 대중 교통 수단이라고 한다.
개인이 교통수단을 관리하는 개인교통과 구별하여 공공기관이나 정부의 관리를 받는 기업이 운영하는 교통수단이란 뜻으로 '공공교통'이란 말을 쓰자는 주장도 있다.

## 배경
산업혁명 이후 사람들은 도심으로 몰려들기 시작했다. 도시 주변에 공장들이 우후죽순 생겨나기 시작한 것이다. 공장에서 일하는 사람들이 주변에 정착했고, 빠른 속도로 산업 활동이 증가했다. 시간이 지날수록 더 먼곳에 있는 사람들도 몰려오기 시작했다. 이러한 사람들이 빠르게 이동하기 위해 트램이나 철도 등의 대중교통을 설치하였다. 산업이 계속 발달하자 사람들은 점점 시골을 떠나서 공장으로 일을 하러 왔다. 이러한 사람들은 자연스럽게 일자리와 가까운곳이나 이동하기 편리한 역 근처 등에 자리를 잡았다. 즉, 역이 놓인곳을 따라서 도시가 발달한 것이다. 대도시의 인구 집중은 계속됐고 이 사람들을 이동시킬 이동수단이 더욱 필요해졌다.
1960년대 산업과, 자동차 기술 발달로 인해 유럽 등 선진국들을 중심으로 점점 더 많은 사람들이 승용차를 갖게 된다. 10년 사이에 유럽에서는 자동차수가 2배 이상으로 증가했다. 이제 사람들은 차를 타고 언제 어디서나 원하는 곳에 갈 수 있게 된 것이다. 지금도 자동차의 수요는 계속 증가하고 있다. 자동차의 수요 증가는 인구의 도심 집중을 완화시키는데도 도움을 줬다. 대중교통으로는 접근하기 어려웠던 상대적으로 먼 지역에서 저렴한 집을 살 수 있고, 자가용을 이용하여 이동할 수 있기 때문이다. 처음엔 도시의 중심에 주거지역이 형성되고, 차츰 중심에서부터 동심원이 커지면서 도시의 규모가 커지는 것이다. 물론 늘어나는 자동차를 수용하기 위해 새로 도로도 건설하고 교차로, 순환도로, 고속도로 등을 건설해야 했다. 다시 말해서 이동시간을 빠르게 하기 위해 자가용과 도로의 확충 등 교통시스템이 발전한 것이다. 환경오염 문제도 대중교통이 발전하게 된 계기다. 자동차의 연료가 소모되며 질소 산화물, 일산화탄소, 불완전 연소로 인한 탄화수소, 먼지 등 오염물질도 함께 배출된다. 1990년대쯤에는 자동차에서 이산화황도 배출됐다.

## 형태

### 도로 교통

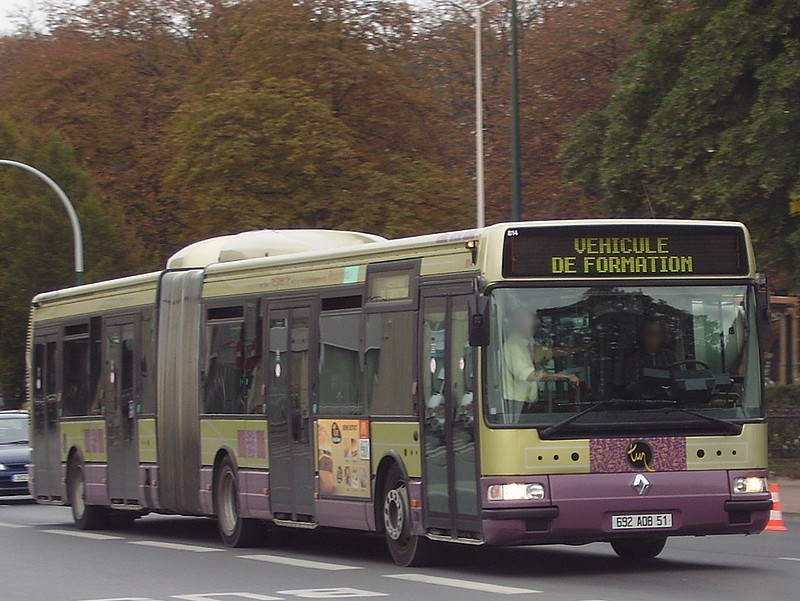
로스앤젤레스의 굴절버스

도로교통에서 대표적인 대중교통은 버스가 있다. 버스는 설치비가 필요 없으므로 지하철이나 트램이 없는 곳곳을 운행할 수 있다. 버스의 단점은 교통체증 때문에 시간이 오래 걸릴 수 있다는 점이다. 이를 해결하기 위해 버스만 다닐 수 있는 버스전용차로가 세계 곳곳에 설치되어 있다. 버스전용차로를 설치하면 버스는 교통체증시에도 일반 도로보다 약 2배가량 속도를 더 낼 수 있다. 그러나 버스전용차로로 인해 기존의 도로가 좁아지면서 교통체증이 더 심해질 수 있다.
처음에 등장한 대중교통은 말이 끄는 합승마차였다. 하지만 길 상태가 좋지 않아 속도가 빠르지 않았다. 결국 수월한 이동을 위해 레일을 설치했는데 이렇게 해서 최초의 트램이 등장했다. 트램은 노면전차라고도 불린다. 트램은 처음엔 말이 끌었지만 곧 증기로 작동하도록 발전했다. 그리고 다시 전기로 바뀌었다. 프랑스에서는 1890년 처음으로 운행을 시작했다. 도심 한 가운데 자가용이 극심하게 많아지면 교통체증이 생기고, 체증을 겪게 된다. 결국 세계 곳곳은 도시의 극심한 정체를 해결하기 위해 트램을 해체하고 도로를 확충했다.
그러던중 1980년대 선진국을 시작으로 트램이 재설치된 이후로 세계 도시 곳곳에서 트램이 돌아오고 있다. 트램은 지하철과 달리 경치를 볼 수 있고 시끄럽지도 않으며 편리하다. 트램은 레일이 설치되어 있어 다른 자동차들보다 통행 우선권을 가지게 되어 일반적으로 다음 정차역까지 멈추지 않고 계속 달린다. 교차로에서는 트램이 교차로에 진입하면 신호가 바뀌고 트램이 우선적으로 통과한다. 트램의 속도는 조종사가 운전하지만 최대 시속은 약 60km정도이다. 커브에서는 속도를 줄여야 하는데 이러한 변수를 다 포함해서 트램의 평균 속도는 시속 15~20 km 정도가 된다. 트램은 또한 환경오염도 적게 낸다. 출퇴근시간에 200명이 이동하기 위해서는 트램 한대, 또는 65인승 버스 3대 또는 승용자 170대(승용차 한대당 평균 1.2평이 탄다고 가정)가 필요하다. 트램은 전기로 움직이고 전기는 선진국을 중심으로 원자력 발전소에서 생산된다. 결국 트램은 이산화탄소를 거의 발생시키지 않는다. 트램은 사람 한 명을 1 km 이동시키는데 0.8그람의 이산화탄소가 발생하며, 버스와 승용차는 각각 21그람과, 239그람 정도가 배출된다. 트램은 양쪽에 레일이 있는 형태만 있는 것이 아니다. 가운데 레일이 있고 바퀴로 움직이는 트램도 있는데 이러한 형태의 트램은 더 급커브나, 급경사를 오를 수 있다. 보르도에서는 땅속에 전기공급선이 설치되어 있는데 트램이 지나갈때만 전력이 공급되므로 보행자들이 움직이는데 안전문제가 없다. 트램은 투자비가 비싸기 때문에 사용자가 많은 곳을 중심으로 설치하는 경우가 많다.
가장 많은 승객을 빠르게 이동시킬 수 있는 수단으로는 지하철이 있다. 다른 교통수단과 비교해볼때 지하철의 최대 장점은 단위시간당 수송인원이 많다는 것이다. 65명이 탑승하고 10분마다 운행하는 버스의 시간당 승객 수송량은 390명이다. 200명이 탑승하고 10분마다 운행하는 트램의 시간당 승객 수송량은 1200명이다. 600명이 탑승하고, 2분마다 운행하는 지하철의 시간당 승객 수송량은 18,000명이다. 이러한 수송량 때문에 전 세계적으로 지하철이 없는 대도시는 찾아보기 어렵다. 프랑스 리옹에서는 시간당 약 1만명이 지하철을 이용한다. 지하철의 시간당 수송 인원이 많은 이유는 전용 철로를 이용해 다니기 때문이다. 운행에 방해가 될만한 것이 없어 평균속도 75km로 달릴 수 있다. 극심한 혼잡이 빚어지는 출퇴근시간에는 2분에 한대꼴로 운행이 되기도 한다. 하지만 지하철 인프라를 구축하는데 많은 시간과 돈이 든다. 터널을 뚫고 레일을 깔고, 엘리베이터, 계단, 승강장 등을 만들어야 하기 때문에 지하철은 트램에 비해 3~5배가량 더 많은 돈을 투자해야 한다. 건설비는 지자체와 중앙정부, 기업들의 세금, 그리고 승객들이 내는 요금으로 차츰 충당된다.

### 수상 교통

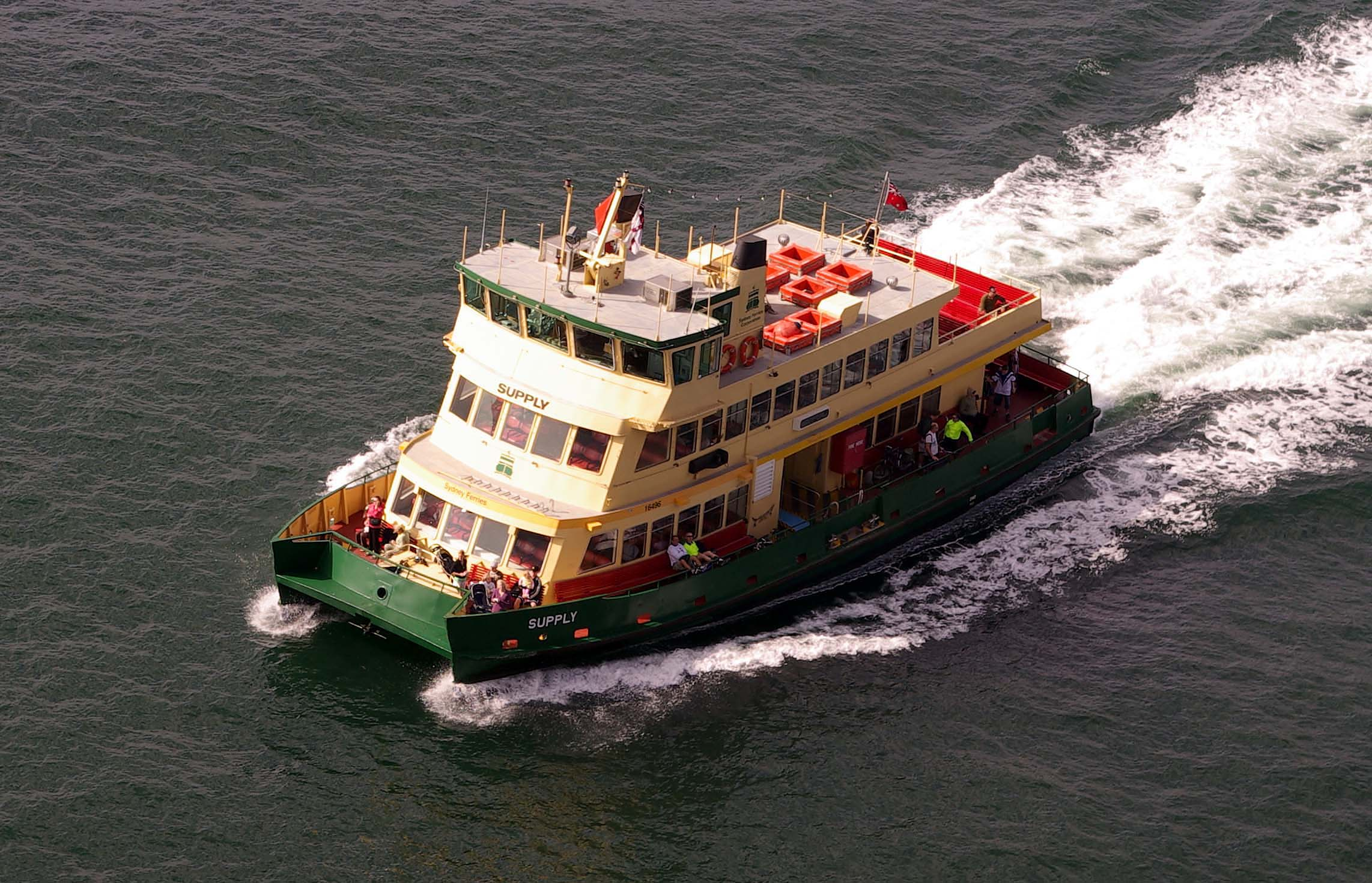
시드니 페리즈의 서플라이호

- 수상 택시
- 페리
  - 수중익선
  - 호버크래프트

### 항공 교통

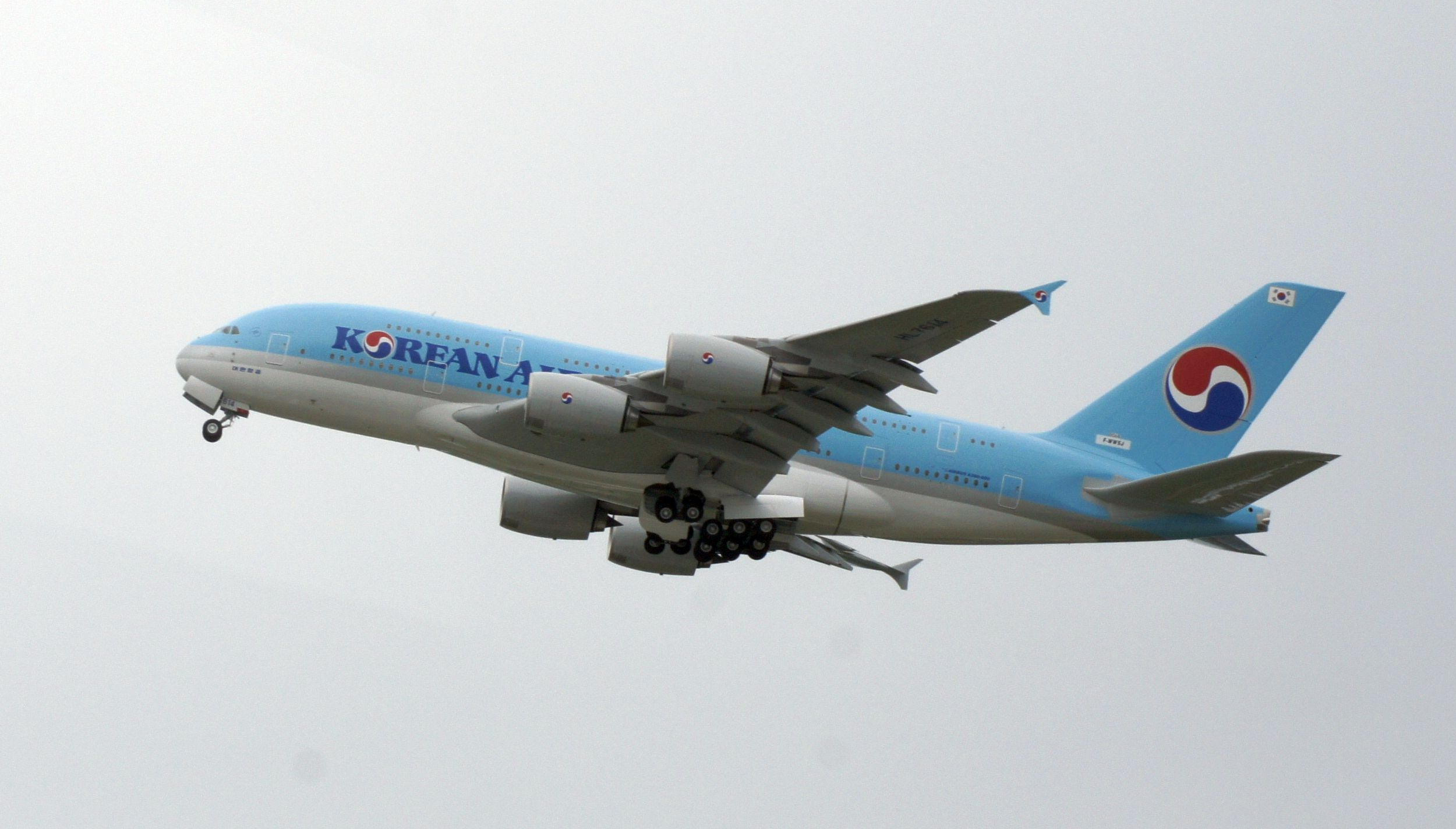
대한항공의 에어버스 A380-800

- 항공기
- 헬리콥터

## 교통 수단의 선택
통행자는 통행의 금전적 비용과 시간적 비용을 합친 통행비용을 비교하여 가장 적은 비용이 드는 교통 수단을 선택한다. 여기서 대중교통에 있어서 시간 비용은 대중교통시설에 접근하기 위한 시간 비용, 대기 시간 비용, 차내 시간 비용 등을 모두 포함한다. 대중 교통의 통행 비용은 대중교통의 요금과 대중교통 수단의 배차 간격 조절에 의해 증가하거나 감소할 수 있는데 대중 교통의 이용객이 증가하였을 경우 배차 간격이 줄어들어 시간 비용이 절감되는 모링 효과를 기대할 수 있다.

## 승차권과 운임
대중교통을 이용할 수 있는 자격을 증명하는 형태는 각 수단의 형태에 따라 좌우된다. 대표적으로 다음과 같은 형태들이 일반적이다.
- 사전에 승차권을 구입하고, 대중교통 수단을 이용하기 전에 모두 확인함. 도시철도와 시외버스가 이러한 형태를 주로 취한다.
- 사전에 쿠폰이나 교통카드의 형태로 이용 자격이 있음을 증명하고, 대중교통 수단을 이용한 전후에 모두 확인함.
- 사전에 승차권을 구입하고, 임의로 확인함. 한국철도공사의 일반 여객철도에서 이러한 형태를 취한다.
- 승차 전 혹은 승차중에 승차권을 구입하고 확인함. JR의 지방선에서는 이러한 형태를 취한다.
- 승차 전에 승차권을 구입해야만, 탑승구역으로 이동할 수 있음. 대부분의 항공교통 에서는 이런한 형태를 취한다.

종이 승차권(회수권 포함), 자기띠가 있는 승차권, 토큰, 스마트카드가 일반적인 승차권으로 널리 쓰인다.

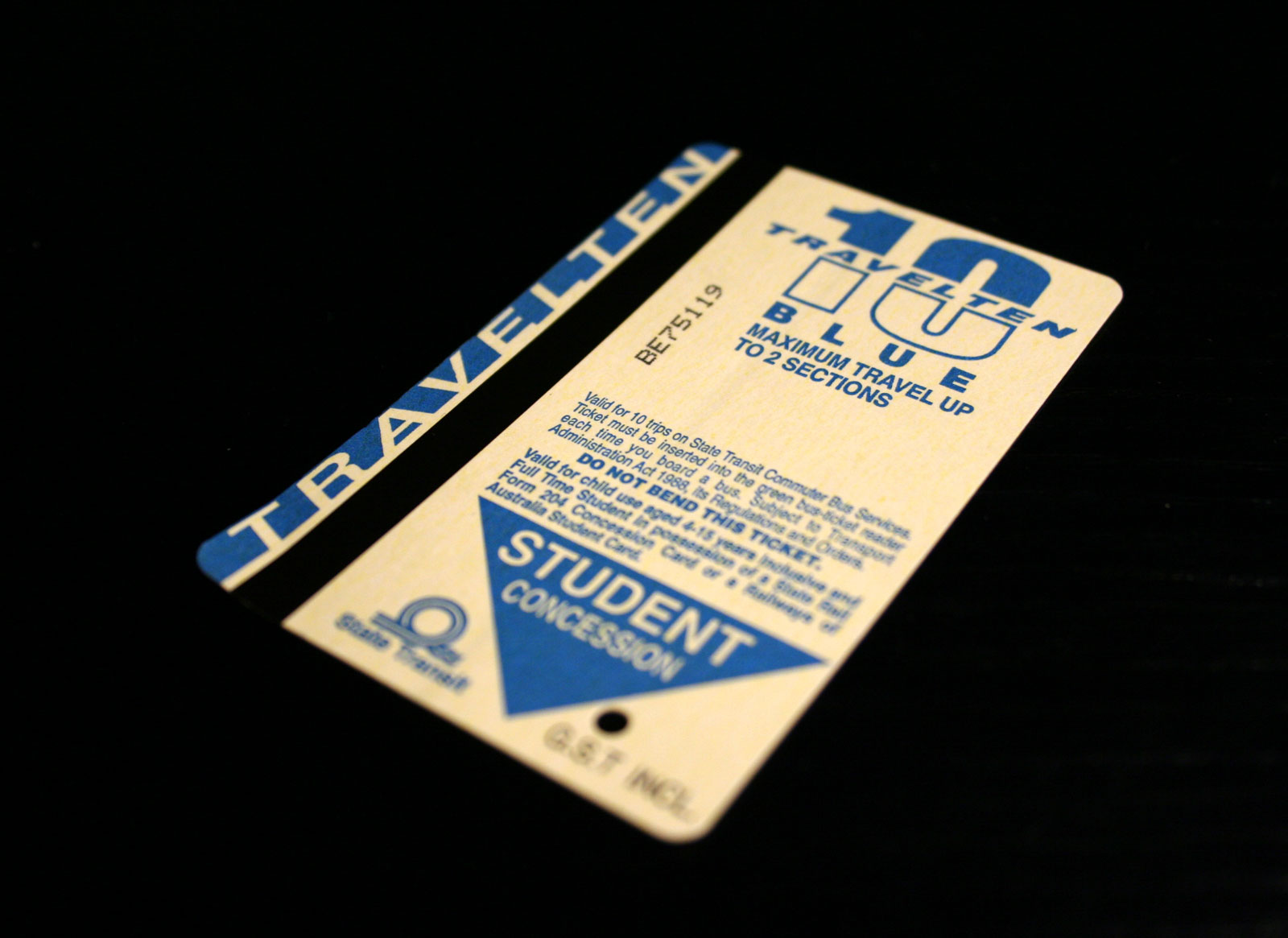
시드니의 ‘Travel 10’

한 번 구입한 승차권을 여러 번 이용하는 경우도 있다. 기간 내 무제한 승차권, ‘XX 패스’의 이름으로 불리는 승차권, 정기권, 교통 카드 등이 그러하다. 이런 승차권은 플라스틱으로 만들어서 내구성을 강하게 하기도 한다. 인천국제공항철도처럼 일회권을 전량 수거하여 재활용하는 경우도 있다.
교통 카드로는 컴퓨터가 운임을 처리할 수 있도록 자기띠가 있는 형태, 스마트카드 등이 이용된다. 최근에는 자기띠 형식이 점차 스마트카드로 바뀌고 있다. 어떤 교통 카드는 휴대 전화의 SIM칩과 묶여있어서 휴대 전화와 함께 작동하기도 한다.

### 무료 대중교통 체계
어떤 도시는 대중교통 체계를 무료로 운영하기도 한다. 이런 경우, 대중교통의 운영 비용은 세금으로 충당하거나 기업의 후원으로 충당하는 경우가 많다. 대중교통 체계가 무료로 운영되는 도시는 다른 도시보다 상대적으로 작은 크기의 버스나 전차를 운용한다.
대중교통 전체를 무료로 개방하는 경우는 셔틀 버스 등이 있으나 보다 일반적으로는 특정한 자격을 가진 사람에게만 대중교통을 무료로 개방한다. 주로 노인, 어린이, 장애인, 6.25참전용사등이 신분증을 제시하면 무료 승차권을 제공하며, 대구광역시와 같이 우대 교통 카드를 지급하는 경우도 있다.

## 문제점
대중교통의 단점은 자주 환승을 해야 한다는 점이다. 이러한 문제를 해결하기 위해 도심과 주거지역의 이동시간 즉, 거리를 최대한 줄여야 할 필요성이 제기되었다. 그래서 기존에 유행했던 초대형 복합센터를 작은 규모로 여러곳에 배치하고 주거시설, 상업시설 등을 곳곳에 배치하는 방안도 도시 계획가들에 의해서 계획되고 있다. 일부 선진국들의 대도시들은 교통체증을 해결하기 위해 극단적인 정책을 내놓기도 한다. 예를 들어 런던에서는 자동차 운전자들이 런던 중심부로 진입할 경우 돈을 내야 한다. 어떤 도시들은 시내 중심부에서 자동차 진입을 완전히 제한해 보행자나 자전거만 다닐 수 있도록 하는 경우도 있다.
한편 대한민국에서는, 택시 운전자들이 택시의 특성상 정기적인 연결편이 없다 하더라도 대중 교통에 포함된다고 주장한다. 실제로 2012년 대한민국 국회의 일부 국회의원은 택시를 대중교통의 범위에 포함시키는 법안을 발의하였으나, 이에 반발한 버스 운전자 및 운영업체들이 대한민국의 버스 운행 중단을 결의하였다. 그밖에도 이 법안에 대해서는 대한민국 정부 등 여러 곳에서 반발을 불러일으키기도 하였다.

## 같이 보기
- 대중교통 내 금지행위(영어판)
- 대중교통 보안(영어판)
- 다운스-톰슨의 역설
- 루이스-모그리지 명제
- 유도된 수요